# Cabdill de Josephine
El cabdill de Josephine (Hemitriccus josephinae) és un ocell de la família dels tirànids (Tyrannidae).

## Hàbitat i distribució
Habita els boscos de les terres baixes del sud de Guyana, oest de Surinam i extrem nord-est del Brasil.